# هيئة محلفين سياسية
هيئة المحلفين السياسية أو هيئة محلفين من المواطنين هي مجموعة من الأشخاص تجتمع من أجل إصدار قرار أو تقديم مشورة بشأن مسألة سياسية عامة. وهي مشابهة لهيئات المحلفين المستخدمة في المحاكمات الحديثة إلا أن موضوع مداولاتها يتعلق بمسألة سياسية عامة، بدلاً من القانون. ويرتبط مفهوم هيئة المحلفين السياسية بشكل وثيق مع الديمقراطية التداولية أو النماذج التشاركية في الحكم الديمقراطي.
في بعض الحالات تتكون هيئة المحلفين السياسية من أعضاء تم اختيارهم بطريقة عشوائية من مجموعة معينة من السكان. وينخرط المواطنون المشاركون في هيئة المحلفين السياسية في عمليات تعليمية شاملة ومداولات قبل توصلهم إلى استنتاج أو مجموعة من التوصيات.
تميل النماذج التقليدية للحكم إلى العمل على محور واحد من السلطة، إلى أعلى باتجاه السلطة التنفيذية المركزية القوية أو إلى أسفل باتجاه المجلس المحلي. وتعد هيئة المحلفين السياسية مثالاً على نقل مسؤولية تقديم توصيات سياسية إلى المواطنين والمجتمعات المحلية.
تحظى هيئات المحلفين السياسية بشعبية كبيرة في كندا. جمعيات المواطنين بشأن الإصلاح الانتخابي الذي عقد في كولومبيا البريطانية عام 2004 وأونتاريو عام 2006 قد استخدمت هيئات المحلفين السياسية لمواجهة النظم الانتخابية البديلة. وقد أحالت ثلاث شبكات للتكامل الصحي المحلي في أونتاريو (LHIN) خطط الخدمات الصحية المتكاملة (IHSP) الخاصة بها لعامي 2010 - 2013 إلى هيئات المحلفين السياسية للحصول على المشورة والتحسين. وإحالة شبكات التكامل الصحي المحلي في أونتاريو لخطط الخدمات الصحية المتكاملة الخاصة بها إلى هيئة المحلفين السياسية قد تضمن شبكة جنوب شرق، والشبكة المركزية، وشبكة ميسيسوجا هالتون.

## وصلات خارجية
- MASS LBP official site
- Sorted: Civic lotteries and the future of public participation
- Ontario Citizens' Assembly on Electoral Reform
- British Columbia Citizens' Assembly on Electoral Reform
- Local Health Integration Network